# Corallina
Corallina Linnaeus, 1758  é o nome botânico  de um gênero de algas vermelhas marinhas, pluricelulares, da família Corallinaceae, subfamília Corallinoideae.

## Espécies
Atualmente apresenta 17 espécies taxonomicamente válidas, entre elas:
- Corallina officinalis Linnaeus, 1758
- Lista de espécies do gênero Corallina